# Борульов Олександр Миколайович
Олександр Миколайович Борульов (нар. 7 серпня 1952, тепер Бахчисарайського району, Автономна Республіка Крим) — український радянський діяч, новатор виробництва, докер-механізатор Севастопольського морського рибного порту виробничого об'єднання «Атлантика». Депутат Верховної Ради УРСР 10-го скликання.

## Біографія
Народився у родині робітників радгоспу-заводу «Ароматний» Бахчисарайського району Кримської області. У 1969 році закінчив середню школу селища Гвардійського Кримської області.
У 1970 році закінчив Севастопольське міське професійно-технічне училище (МПТУ) № 3 імені Гагаріна, здобув спеціальність кранівника. Член ВЛКСМ.
З 1970 року — кранівник, докер-механізатор Севастопольського дослідно-показового морського рибного порту виробничого об'єднання «Атлантика».
Потім — на пенсії в місті Севастополі.

## Нагороди
- медаль «За трудову відзнаку»
- пам'ятний знак ЦК ВЛКСМ «Молодий гвардієць п'ятирічки»